# Playa del Vao
La playa del Vao está situada en la parroquia de Corujo, en el municipio gallego de Vigo. Es una de las playas de Vigo que cuenta con Bandera Azul.

## Características
Playa semiurbana de más de 700 metros de longitud, localizada al sur de la playa de Samil. Pertenece al núcleo de Corujo y ha recuperado parte de su extraordinario campo dunar y plantaciones arbóreas. Una pequeña parte de su superficie se encuentra separada del arenal principal por el puente de la isla de Toralla, conocida como playa de Serral. Playa regenerada de gran calidad y con todo tipo de servicios, separada de la zona urbana por aparcamientos y pasarelas de madera. Cuenta con una empresa que ofrece cursos de deportes náuticos durante todo el año.

## Servicios
Todos los servicios, incluidos hoteles y todo tipo de bares y restaurantes. Cámpines próximos en Canido y en la Playa de Samil.

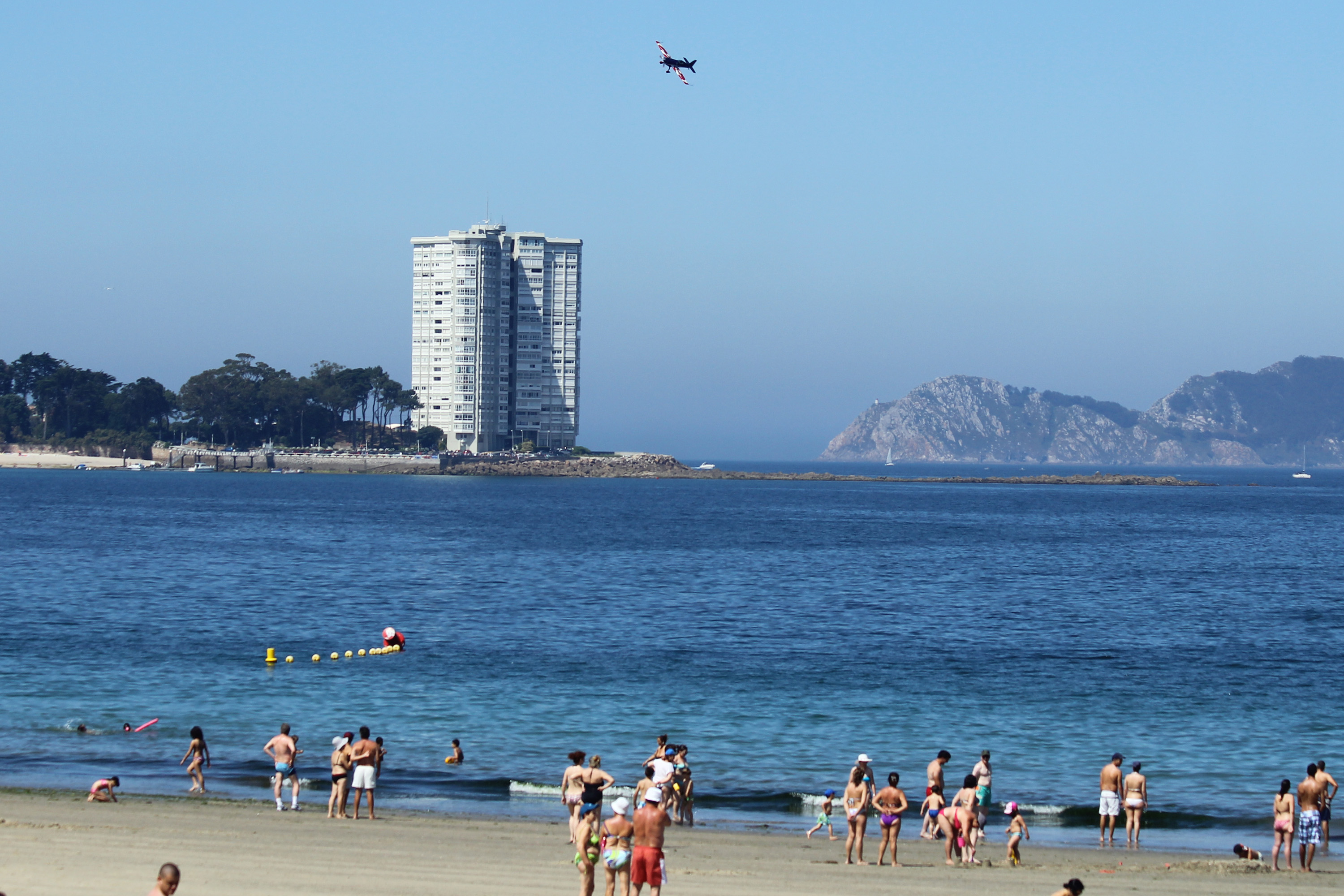
Playa del Vao y la Isla de Toralla.

## Accesos
Acceso rodado muy fácil, señalizado, a través de la carretera Vigo-Bayona (PO-325) que pasa por la misma playa. Paseo marítimo de Corujo. Autobús urbano de Vitrasa líneas L10 y L11.

## Otros
Bandera azul. Espacio Natural de Interés Local: Complejo dunar y arenal de O Vao-Baluarte. Villa Romana de Toralla en las proximidades. El topónimo de "O Vao" hace referencia al paso arenoso que antiguamente existía con la isla de Toralla. La zona este del arenal, separado por bandas de rocas graníticas, se le conoce con el nombre de Baluarte o As Barcas, utilizada en ocasiones por nudistas.

## Recomendaciones
Turismo joven.

## Actividad óptima
Cursos de deportes náuticos.